# Lagomorpha
Los lagomorfos (Lagomorpha, del griego lagōs, λαγώς, liebre y morphē, μορφή, forma) son un orden perteneciente a los mamíferos placentarios, que incluye a los conejos, liebres y picas. Hasta principios del siglo XX habían sido considerados como roedores pero existen considerables diferencias para desligar ambos órdenes. Hay 110 especies recientes de lagomorfos de las que 109 son aún existentes, incluyendo 34 especies de pica, 42 especies de conejo y 33 especies de liebre
Los lagomorfos tienen dos pares de dientes incisivos superiores, frente al único par existente en los roedores. Al igual que en los roedores, los incisivos son de crecimiento continuo, pero a diferencia de estos, en los lagomorfos una capa de esmalte recubre ambas caras de los incisivos. El segundo par de incisivos, situados posteriormente a los tradicionales, son notablemente más pequeños. Desde un punto de vista estrictamente anatómico, el esqueleto óseo, así como sus vísceras y sus músculos, se asemejan a los de los artiodáctilos.
Los fósiles más antiguos encontrados de lagomorfos se remontan a hace 65 millones de años, en Mongolia. Entre las especies extintas, destaca la Nuralagus rex (especie de conejo gigante).
Dentro del orden de los lagomorfos encontramos actualmente las familias Ochotonidae (picas) y Leporidae (conejos y liebres). Se estima que ambas familias se diferenciaron durante el Oligoceno (hace 37 millones de años).

## Anatomía externa
Los conejos son mamíferos de tamaño pequeño y mediano, con una longitud corporal de entre 15 y 30 centímetros para la mayoría de las especies, aunque algunas liebres pueden alcanzar hasta 70 centímetros de longitud corporal. El peso de los animales adultos varía entre 0,1 y 7 kilogramos; se cree que la especie extinta Nuralagus rex pesa hasta 12 kilogramos.
La cola de las liebres suele ser muy corta, en las liebres silbadoras está completamente ausente. También es variable la longitud de las conspicuas patas traseras y de las orejas, siendo estas últimas muy largas sobre todo en las especies de regiones desérticas debido a su uso para la termorregulación. La coloración de los lagomorfos suele ser poco llamativa y se camufla según el hábitat. Las liebres silbadoras y las de climas templados también muestran un cambio de color estacional para mejorar el camuflaje. En muchas especies de liebres, algunas partes del pelaje son más llamativas y se utilizan para la comunicación - esto afecta principalmente a la cola (la "flor"), pero también a las orejas (las "cucharas") o a zonas de los flancos.

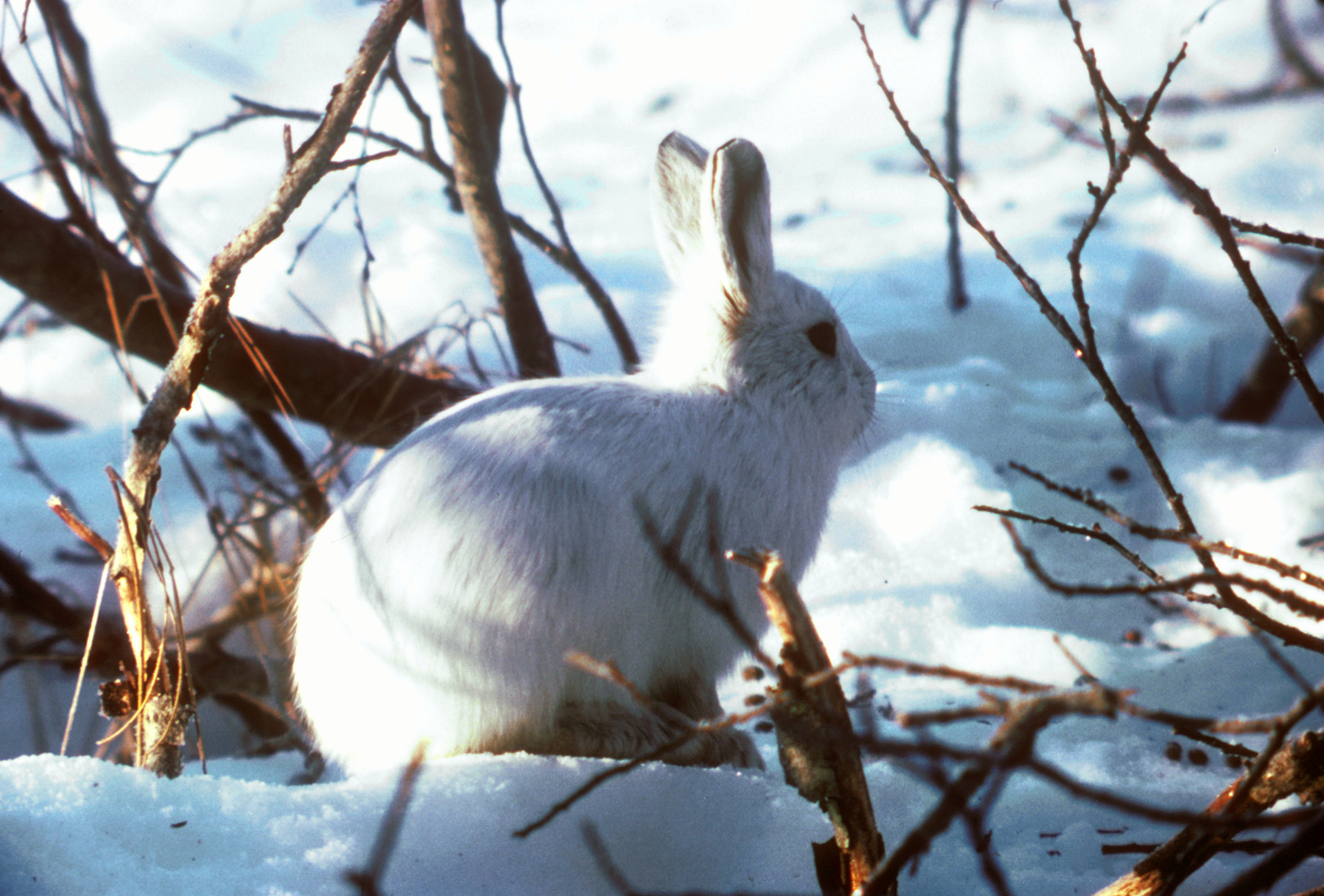
Liebre de Alaska (L. othus)

Todos los lagomorfos tienen un pelaje denso, con tipos de pelo que van desde las expresiones lanosas hasta los pelos rígidos y erizados. En la cara hay pelos sensoriales conspicuos, conocidos como "bigotes de liebre", que se distribuyen alrededor de la zona de la boca (vibrisas mistaciales) y sobre los ojos (vibrisas superciliares). En las plantas de las patas se encuentran cerdas especialmente rígidas, que probablemente tienen la función de absorber los impactos. En cambio, suelen faltar las almohadillas de la suela y sólo las liebres silbadoras tienen almohadillas en los dedos y en la muñeca.
Entre las fosas nasales y la boca discurre una fosa sensorial que atraviesa el labio superior y que da nombre al "labio leporino" que se da en el ser humano. Los bordes del labio se dirigen hacia dentro formando un surco peludo, que está cubierto de glándulas y que se denomina "órgano de las mejillas y carrillos". El pelaje del puente de la nariz se retira regularmente durante el "parpadeo de la nariz" típico de los lagomorfos.
Especialmente en las liebres, las orejas son llamativamente grandes. Tienen forma de embudo y se pueden mover independientemente unos de otros para localización de sonidos. Las liebres silbadoras tienen pabellones auriculares más pequeños y redondos. Están ampliamente adheridos a la cabeza, tienen un llamativo colgajo de piel en la pared interior y normalmente están cubiertos por largos pelos. Los ojos son grandes y se sitúan a un lado de la cabeza, lo que permite una visión panorámica.

## Anatomía interna

### Estructura del esqueleto

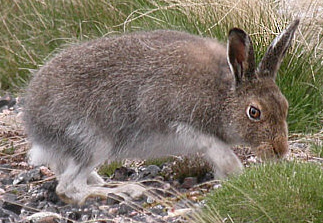
Liebre de montaña (Lepus timidus) en abrigo de verano.

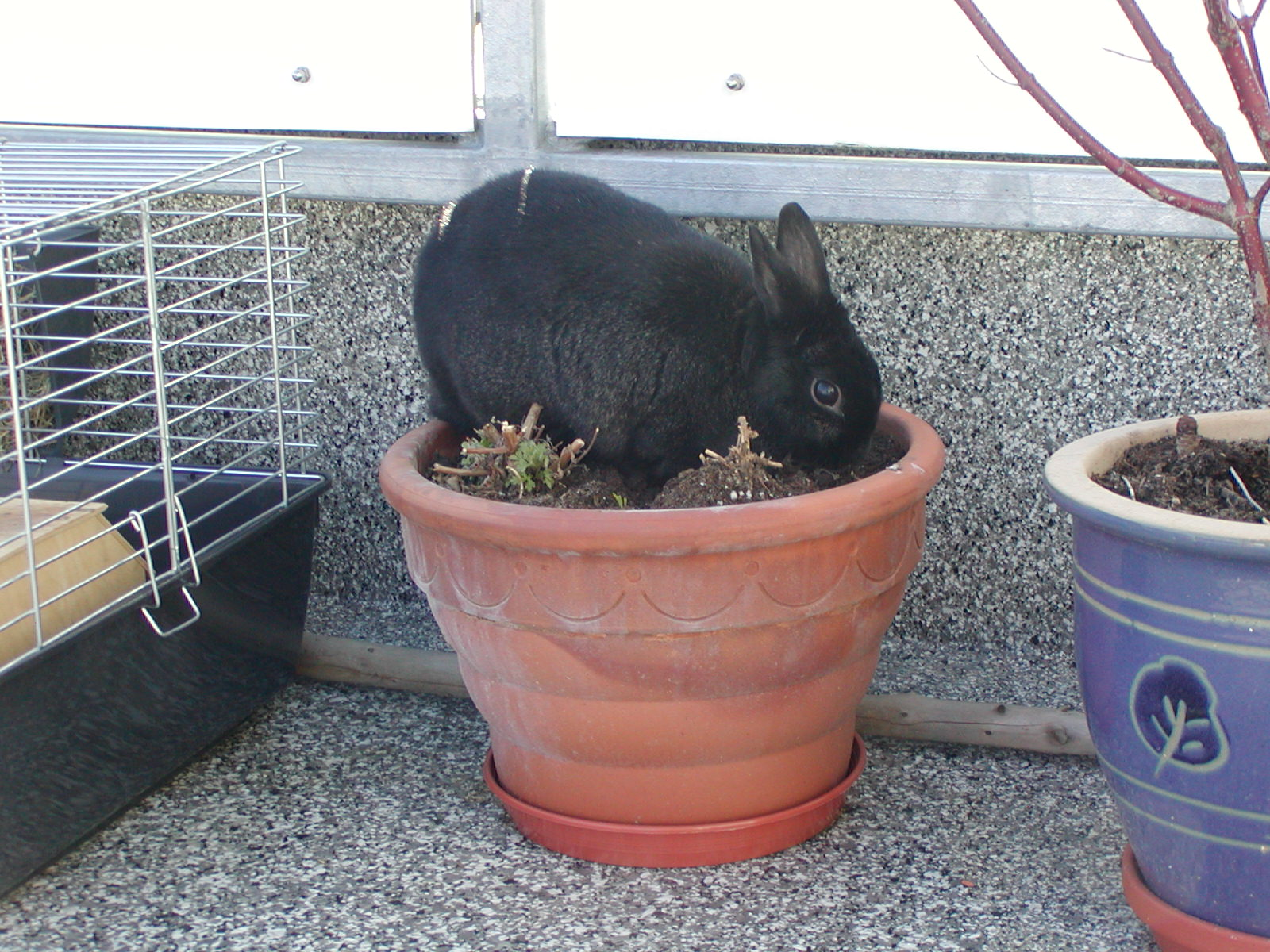
Conejo europeo (Oryctolagus cuniculus)

En el esqueleto destaca el cráneo de construcción muy ligera, fuertemente perforado en la parte anterior en las liebres y abierto por una ventana craneal triangular en las liebres silbadoras. Las placas óseas son de paredes muy finas. La cavidad nasal es muy grande, al igual que las cuencas oculares. Un rasgo importante que distingue a los lagomorfos de otros mamíferos es un orificio circular dentro de la órbita (foramina óptica fusionada).
En total, los lagomorfos poseen entre 26 y 28 dientes. La dentición tiene similitudes superficiales con la de los roedores, pero los lagomorfos poseen un segundo par de incisivos, que sólo se desarrolla en forma de alfiler y se oculta detrás del par mayor (duplicidad). Los grandes incisivos están cubiertos de esmalte, no tienen raíz y crecen durante toda la vida. Al igual que en los roedores, existe un hueco (diastema) entre los dientes incisivos y molares, faltando los cuspídeos. Los premolares y los molares están ampliamente desarrollados y tienen pliegues transversales profundos, raíces abiertas y también crecen de por vida.
La columna vertebral es muy flexible y consta de 7 vértebras cervicales, de 19 a 22 toráxicas y lumbares, 4 sacras y de 7 a 16 caudales. Estas últimas suelen ser muy pequeñas y forman una cola correspondientemente corta. En la cintura escapular pueden faltar las clavículas. Diez costillas se unen a la columna torácica, las ocho primeras están unidas por el esternón y las dos últimas sólo cartilaginosamente. La pelvis es alargada y se encuentra paralela a la columna sacra.
Las patas delanteras tienen cinco dedos, el primero de los cuales, el pulgar, está claramente acortado. A diferencia de las de la mayoría de los roedores, no se pueden utilizar para agarrar. Las patas traseras tienen cuatro dedos, que suelen ser claramente alargados. Se forman como corvejones, los muslos son cortos y los huesos de la parte inferior de la pierna (peroné y tibia) se fusionan para formar un hueso fuerte.

### Sistemas de órganos
La estructura interna de los lagomorfos es esencialmente la misma que la de los mamíferos de tipo básico. Las características especiales se encuentran sobre todo en la estructura del tracto gastrointestinal y los órganos sexuales.
El estómago es simplemente un estómago glandular, seguido, como en todos los demás mamíferos, por el intestino delgado, que pasa al intestino grueso y, en el mismo punto, al grandísimo apéndice. Puede contener unas diez veces el contenido del estómago y, sólo en las liebres silbadoras, es una vez y media más largo que los propios animales. El  apéndice vermiforme contiguo contiene una gran cantidad de tejido linfático y en las liebres silbadoras hay también varios otros apéndices de estructura similar.
El estómago es muy difícil de digerir debido a la rica en celulosa Por lo tanto, el apéndice es la principal zona de digestión de las liebres (caecotrofia), en la que se descompone la pulpa de los alimentos con la ayuda de una flora intestinal eficaz. Desde el ciego, los alimentos digeridos pasan al intestino grueso. Para que los nutrientes liberados beneficien al organismo, los animales tienen que volver a absorber la papilla alimenticia. Lo excretan en forma de bolitas fecales blandas (caecotrofos) y vuelven a tragarlas directamente; los nutrientes se absorben durante el siguiente paso por el intestino delgado. En cambio, las heces propiamente dichas están formadas por bolitas fecales duras. Este tipo de digestión es similar a la de los rumiantes, pero el alimento es regurgitado, no reabsorbido.
Las hembras tienen un doble útero (útero dúplex), cuyos cuernos se abren por separado en la vagina. En las liebres, el orificio sexual y el ano están separados por un dam (perineo), en las liebres silbadoras ambos se abren en cambio en un orificio excretor común poco profundo (Cloaca). El pene de los machos está retraído y colocado hacia atrás cuando están en reposo; las liebres silbadoras, a diferencia de las liebres, tienen un hueso peneano. No se forma un escroto "verdadero", ya que faltan las modificaciones cutáneas correspondientes, como la túnica dartos; por ello se habla de bolsas escrotales, en las que los testículos se encuentran bajo la piel. El músculo elevador testicular (Musculus cremaster) forma una vaina muscular alrededor de los testículos.

## Modo de vida

### Comportamiento

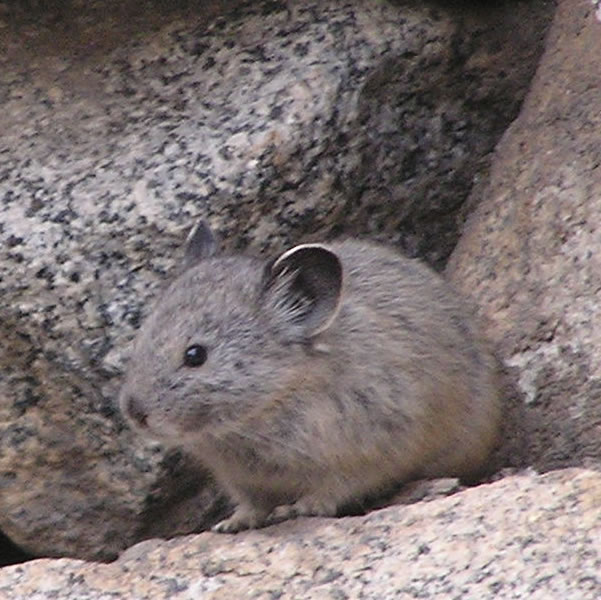
Conejo silbador americano.

Los conejos suelen vivir en el suelo y habitan en diversos hábitats, desde los desiertos hasta los bosques tropicales y la tundra ártica. Por lo general, viven en madrigueras en el suelo, especialmente las diversas especies de conejos excavan viviendas complejas con cámaras subterráneas individuales. El conejo salvaje, por ejemplo, tiene madrigueras cortas que terminan en un nido acolchado. Otras especies, como los conejos de pantano y de agua, construyen nidos techados con entradas laterales. En cambio, algunos conejos sociales y silbadores construyen estructuras habitables más complejas con varias cámaras, zonas de anidación, pasillos y múltiples salidas. También hay liebres silbadoras y conejos rojos que utilizan madrigueras y grietas naturales. La mayoría de las liebres que viven en paisajes más abiertos utilizan los llamados sassen, depresiones en el suelo donde establecen sus lugares de descanso.
La estructura social de las liebres va desde las especies solitarias, como la mayoría de las liebres, hasta los grupos familiares sociales, como los que se encuentran en algunos conejos y liebres silbadoras. Las liebres silbadoras tienen una amplia gama de sonidos de comunicación, a los que también deben su nombre trivial alemán. Los sonidos vocales también están presentes en algunas otras liebres sociales, pero no con tanta amplitud vocal. Además, el golpeteo con las patas traseras es muy pronunciado, especialmente como señal de advertencia en caso de peligro potencial. La postura y la presentación de partes del cuerpo de colores llamativos, así como el uso de olores, también se utilizan para la comunicación.
Por regla general, las liebres no son muy defensivas y son presa de diferentes depredadores. La estrategia más común de protección es la huida y la evitación del contacto con el enemigo. Por ello, los animales están muy alerta y son muy asustadizos y rara vez se les encuentra a mayor distancia de sus madrigueras. Especialmente las liebres que viven en campo abierto también son corredoras rápidas y pueden hacer ganchos hábilmente para perder a sus perseguidores.

### Dieta
Los conejos son predominantemente herbívoros y se alimentan principalmente de hierbas y pastos, aunque también comen raíces, ramas y cortezas. Como ya se ha indicado en el apartado de anatomía, son especies cecotróficas. Excretan gránulos fecales adecuadamente blandos y se los tragan directamente después, para que los nutrientes liberados durante la digestión en el apéndice puedan beneficiar al organismo.
Algunas especies acumulan reservas de heno y otras partes de plantas en sus madrigueras para superar las estaciones secas o frías.

### Reproducción y desarrollo
Muchas especies se caracterizan por una tasa de reproducción muy elevada. Sin embargo, la época reproductiva de la mayoría de los lagomorfos es estacional, siendo el fotoperiodo un factor importante en el ovulación de las hembras y también en la espermatogénesis de los machos. En condiciones permanentes de días largos, suelen reproducirse también durante todo el año. Las especies tropicales y las que han migrado de climas templados a regiones tropicales se reproducen durante todo el año. Si no hay apareamiento durante una fase fértil de la hembra (oestrus), se suceden otras ovulaciones en intervalos cortos de 7 a 14 días. Además, en la mayoría de las especies se produce otro celo sólo unas horas después de que las crías hayan sido paridas, lo que se denomina celo posparto. La ovulación propiamente dicha es inducida por el apareamiento y se produce entre 10 y 12 horas después. El apareamiento en sí mismo sólo dura unos segundos, pero se produce con mucha frecuencia uno tras otro, y las parejas también pueden cambiar.
Según la especie y el clima, la gestación dura entre 28 días en el conejo salvaje y más de 50 días en las especies de liebres que viven en las regiones polares. Las crías llegan a término en todas las especies de liebres excepto en las liebres verdaderas (Lepidae) como lebratos. En su mayoría están desnudos o con poco pelo y son ciegos. Las crías abren los ojos a los 19 días y suelen ser independientes a las cuatro semanas. Las liebres jóvenes, en cambio, ya tienen los ojos y el oído completamente desarrollados al nacer y ya son capaces de locomoción. Por ello, a diferencia de las demás especies de liebres, las liebres verdaderas no construyen nidos especiales para las crías. Durante unas dos o cuatro semanas, las crías son amamantadas con una leche materna rica en grasas y proteínas.

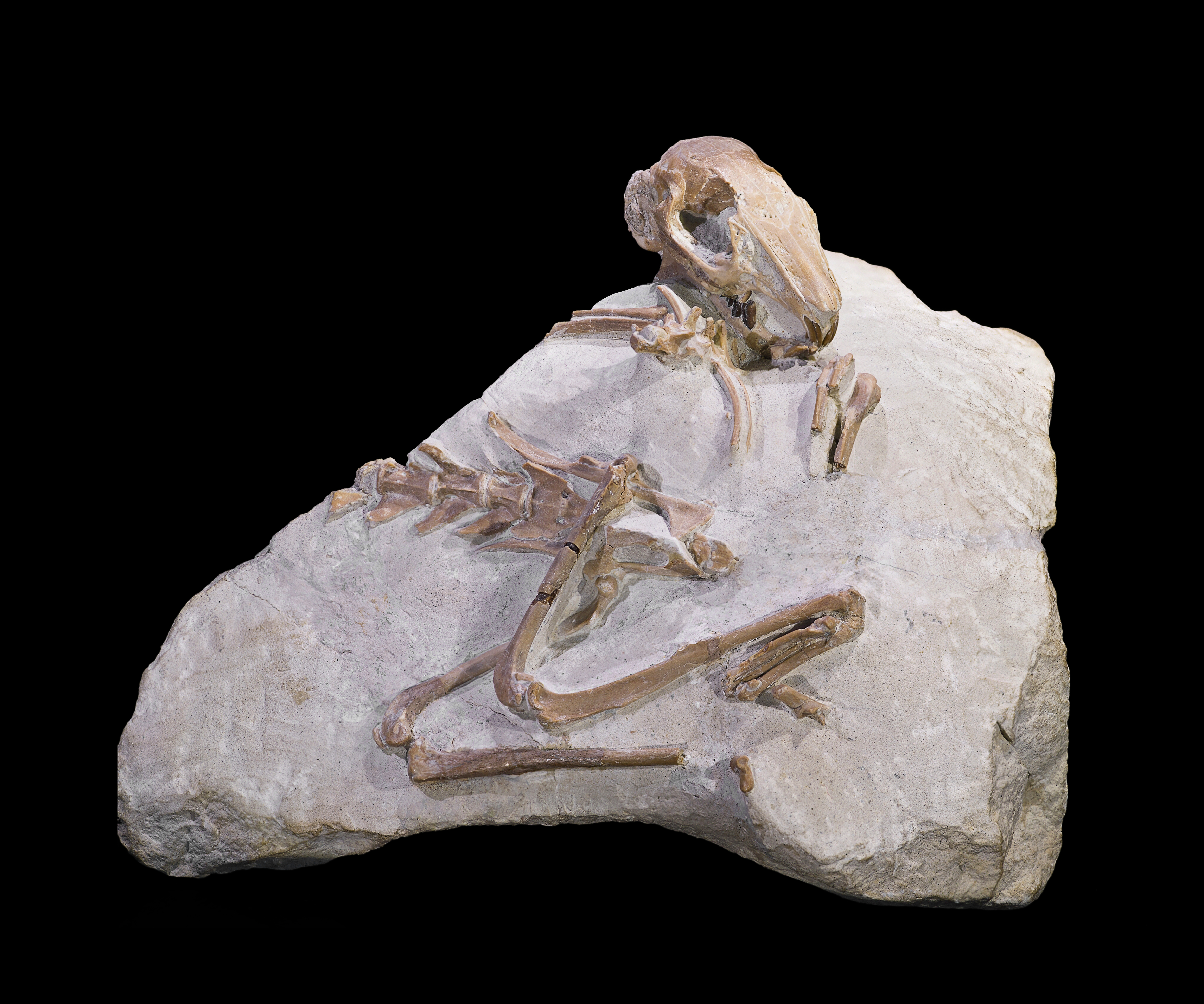
Esqueleto de la liebre fósil Palaeolagus haydeni del Oligoceno de Norteamérica

La tasa de reproducción es muy alta en muchas liebres debido al corto periodo de gestación y desarrollo, a la temprana madurez sexual y al elevado número de camadas con un elevado número de crías. Por ejemplo, algunas liebres silbadoras de las regiones esteparias pueden tener hasta cinco camadas al año con 8 a 13 crías cada una, mientras que los conejos silvestres y algunas otras especies tienen de cinco a siete camadas con hasta nueve crías cada una. Sin embargo, debido a la elevada presión enemiga, la tasa de mortalidad entre los animales también es muy alta.

## Familias
Se reconocen las siguientes familias:
- Ochotonidae
- Leporidae
- Prolagidae †

Además, hay varios géneros incertae sedis:
- †Ephemerolagus[3]
- †Eurolagus (López Martínez, 1977)
- †Hsiuannania (Xu, 1976)
- †Hypsimylus (Zhai, 1977)
- †Lushilagus (Li, 1965)
- †Shamolagus (Burke, 1941)

## Filogenia
A continuación se muestra la filogenia de los lagomorfos con otros órdenes de mamíferos:
|             | †Arctostylopida                                         |
|             |                                                         |
|             | †Anagaloidea                                            |
|             |                                                         |
| Gliriformes | \| \| Lagomorpha \| \| \| \| \| \| Rodentia \| \| \| \| |
|             | \| \| Lagomorpha \| \| \| \| \| \| Rodentia \| \| \| \| |
|             | Lagomorpha                                              |
|             |                                                         |
|             | Rodentia                                                |
|             |                                                         |

|  | Lagomorpha |
|  |            |
|  | Rodentia   |
|  |            |

|  | Dermoptera                                                     |
|  |                                                                |
|  | \| \| Primates \| \| \| \| \| \| †Plesiadapiformes \| \| \| \| |
|  |                                                                |
|  | Primates                                                       |
|  |                                                                |
|  | †Plesiadapiformes                                              |
|  |                                                                |

|  | Primates          |
|  |                   |
|  | †Plesiadapiformes |
|  |                   |

|  | Dermoptera                                                     |
|  |                                                                |
|  | \| \| Primates \| \| \| \| \| \| †Plesiadapiformes \| \| \| \| |
|  |                                                                |
|  | Primates                                                       |
|  |                                                                |
|  | †Plesiadapiformes                                              |
|  |                                                                |

|  | Primates          |
|  |                   |
|  | †Plesiadapiformes |
|  |                   |

|             | †Arctostylopida                                         |
|             |                                                         |
|             | †Anagaloidea                                            |
|             |                                                         |
| Gliriformes | \| \| Lagomorpha \| \| \| \| \| \| Rodentia \| \| \| \| |
|             | \| \| Lagomorpha \| \| \| \| \| \| Rodentia \| \| \| \| |
|             | Lagomorpha                                              |
|             |                                                         |
|             | Rodentia                                                |
|             |                                                         |

|  | Lagomorpha |
|  |            |
|  | Rodentia   |
|  |            |

|  | Dermoptera                                                     |
|  |                                                                |
|  | \| \| Primates \| \| \| \| \| \| †Plesiadapiformes \| \| \| \| |
|  |                                                                |
|  | Primates                                                       |
|  |                                                                |
|  | †Plesiadapiformes                                              |
|  |                                                                |

|  | Primates          |
|  |                   |
|  | †Plesiadapiformes |
|  |                   |

|  | Dermoptera                                                     |
|  |                                                                |
|  | \| \| Primates \| \| \| \| \| \| †Plesiadapiformes \| \| \| \| |
|  |                                                                |
|  | Primates                                                       |
|  |                                                                |
|  | †Plesiadapiformes                                              |
|  |                                                                |

|  | Primates          |
|  |                   |
|  | †Plesiadapiformes |
|  |                   |